# Ultima Lucha 2
Ultima Lucha 2 o Ultima Lucha Dos es el vigésimo cuarto, quinto y sexto episodio de la segunda temporada de Lucha Underground y es también es la final de la segunda temporada. La primera parte de Ultima Lucha Dos, el episodio 24, se estrenó en El Rey Network el 6 de julio.
Como parte del final de la temporada los tres de los campeonatos de Lucha Underground estarán en juego.

## Producción
Las tres horas de Ultima Lucha será en el "templo de Lucha Underground" en Boyle Heights, Los Ángeles, California , el sitio de todas las grabaciones televisivo Lucha Underground. El espectáculo también contará con segmentos que están destinados a ser de "detrás del escenario" que se filmó en un momento diferente al de los partidos mismos y el editados en el programa para dar la apariencia de que se producen entre o durante las luchas.

## Argumento
Durante el episodio 21 de la temporada 2 (Six to Survive), Pentagón Jr. ganó una oportunidad por el Campeonato de Lucha Underground en Ultima Lucha Dos. Venciendo a Johnny Mundo, Ivelisse, Fenix, King Cuerno y a Taya Valkyrie en un Six Way Elimination Match. Una vez terminado el combate, Dario Cueto y Matanza Cueto aparecen entre el público. Pentagón toma el micro y dice que en Última Lucha Dos destrozará cada uno de los huesos de Matanza. También se encargará de todos los Cuetos porque tiene Cero Miedo.
Durante el episodio 22, Daga venció a Mascarita Sagrada en el primer combate de la noche por sumisión mediante el crossface. Kobra Moon estuvo viendo el combate en los aledaños, entre el público. También formará parte del combate por el Campeonato de Regalo de los Dioses que se celebrará en Ultima Lucha 2. El mismo episodio, Mariposa y Sexy Star derrotó a Ivelisse y Taya en un combate por parejas. Las ganadoras consiguieron una medalla cada una que les permitirá participar en el combate por el Campeonato de Regalo de los Dioses en Ultima Lucha Dos. Finalizando, Taya golpea a su compañera accidentalmente. Mariposa aplica el raid crash sobre Ivelisse y coloca a Sexy Star encima para llevarse la victoria.
En el episodio 19 (Judgement Day) Black Lotus y Dragon Azteca Jr. mantienen una conversación. Lotus dice que el maestro de Azteca mató a sus padres y que la verdad duele. Azteca se marcha y le dice que ella sabe que su maestro no mató a sus padres. Darío se reúne con Dragon Azteca Jr., Darío dice que su hermano no mató a sus padres, y Azteca le llama mentiroso. Explica Black Lotus es la que debe su deuda, y ella quiere que lo saque. Él ha hecho Azteca vs Lotus para Ultima Lucha Dos, diciendo Azteca verá el verdadero asesino en esa noche, y se encontrará con la venganza. 

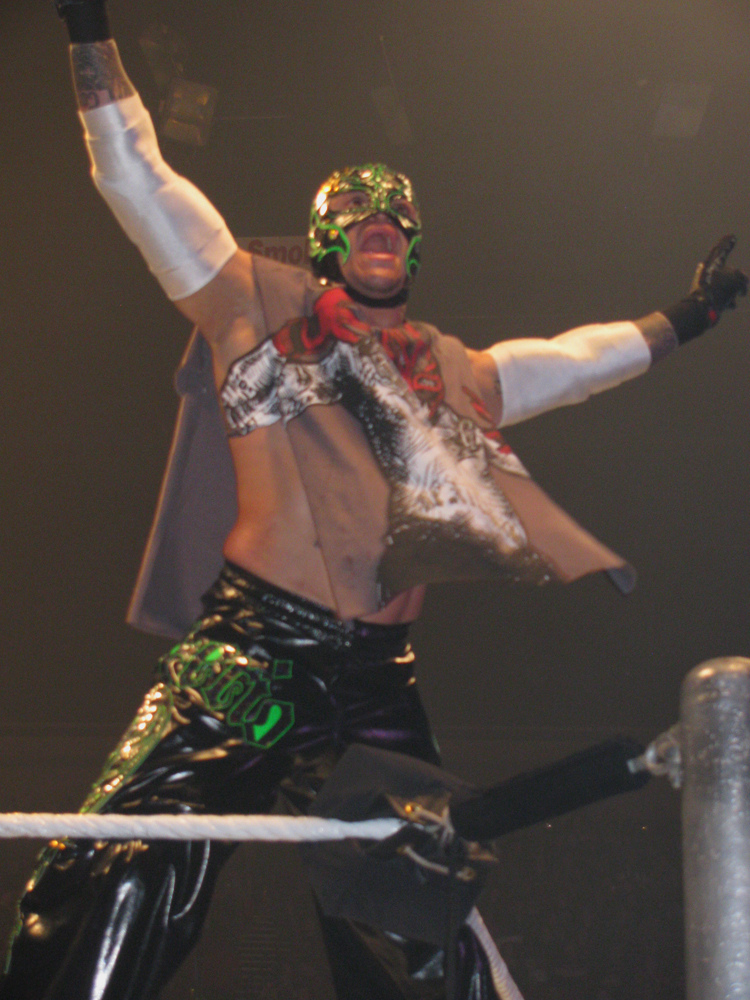
Rey Mysterio derrotó a Prince Puma en Ultima Lucha 2.

Prince Puma habla en el templo por primera vez en la historia. Había estado esperando durante mucho tiempo para hacer esto, y dice que él está aquí para hablar de Ultima Lucha Dos. Sólo hay una lucha que quiere. Konnan siempre le dijo que iba a ser el mejor, el próximo Rey Mysterio Jr. Luchó junto a Rey, y el Rey es el mejor; pero lo hizo preguntarse si él mismo era tan bueno, es que el próximo Rey o es mejor? Él tenía que saber, y quiere luchar contra Rey en Ultima Lucha Dos. Rey hizo su aparición en el ring, que dijo que era un pionero que abrió el camino para el tipo como Puma y tiene el respeto loca por él. "Pero todavía eres un príncipe, y yo soy el rey." Rey necesita saber si él sigue siendo el mejor, y aceptó el reto para Ultima Lucha Dos. Eso fue un ángulo evento principal corto y bien desarrolladas para la creación uno de los partidos más grandes para Ultima Lucha Dos.
En el episodio 18 de la temporada 2 (Enter The Mundo) Johnny Mundo ha destrozado a Fénix para ocupar su plaza en el equipo que formaba junto a Jack Evans y PJ Black. Obviamente, Evans y Black están encantados con la noticia. El equipo de Mundo, vencieron a Prince Puma, Dragón Azteca Jr. y Rey Mysterio coronándose como Campeones de Tríos de Lucha Underground. En el episodio 19 (Judgement Day) tuvieron una revancha y derrotaron a Prince Puma, Dragón Azteca Jr. y Rey Mysterio por descalificación en un combate por equipos. Finalizando, Johnny Mundo aplicó un golpe bajo a Prince Puma pero el árbitro no lo vio. Prince Puma hizo lo propio pero el árbitro sí lo vio y decidió terminar la pelea. Taya se involucra y recibe una superkick por parte de Puma. Rey Mysterio tiene que calmar la situación.

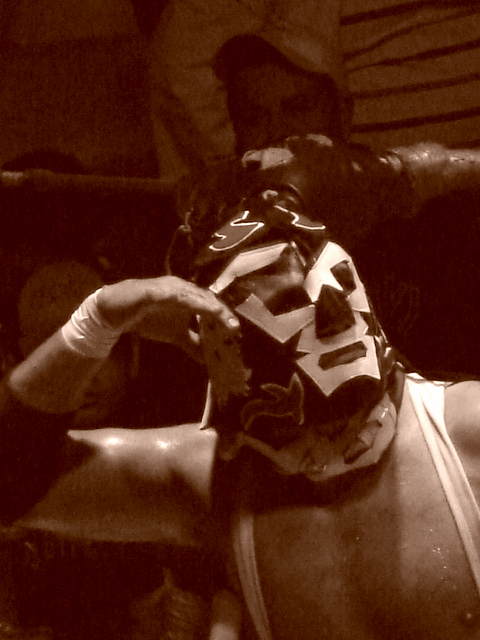
Dr. Wagner Jr. hace su debut en Ultima Lucha 2.

En el episodio 23 de la temporada 2 (The Phoenix, the Dragon, and the Spaceman) Taya e Ivelisse se encuentran en la oficina de Dario Cueto. Según Cueto, solo puede haber una luchadora dominante en Lucha Underground, por lo que ambas se enfrentarán en Ultima Lucha Dos.
En el episodio 23 de la temporada 2 (The Phoenix, the Dragon, and the Spaceman) Dario Cueto se encuentra en el centro del ring y nos recuerda que la semana que viene se celebrará en Ultima Lucha Dos. Cueto ha invitado a Cage, Sons of Havoc, Willie Mack y Texano porque dice tener grandes planes para ellos. Cueto dice que los cuatro participarán en un torneo y el ganador se llevará un botín. Cueto se marcha, pero antes les da la oportunidad de calentar peleándose entre ellos.

## Recepción
Ambas partes de Ultima Lucha Dos, así como toda la segunda temporada de Lucha Underground , ganaron reconocimiento de la crítica.

## Resultados

### Parte 1
- The Mack derrotó a Cage en un Falls Count Anywhere ganando la semifinal de A Unique Opportunity. (14:15)
  - The Mack cubrió a Cage con un "Roll-up".
  - Como consecuencia, The Mack paso a la final.
- Son of Havoc derrotó a Texano en un Falls Count Anywhere ganando la semifinal de A Unique Opportunity (7:20)
  - Havoc cubrió a Texano con un "Bycicle Kick" sobre una caja con botellas de vidrio rotas.
  - como consecuencia, Havoc paso a la final.
- Son of Havoc derrotó a The Mack en un Falls Count Anywhere ganando la final de A Unique Opportunity. (5:30)
  - Havoc cubrió a The Mack con un "Shooting Star Press".
  - Antes de la lucha, Havoc y Mack se dan la mano en señal de respeto.
  - Después de la lucha, Dario Cueto le felicito a Havoc por pasar a la final, pero le disputó otra lucha más.
  - Después de la celebración, Famous B hace su aparición para robar su oportunidad, presentándole a Dr. Wagner Jr.
- Dr. Wagner Jr. (con Famous B y The Beautiful Brenda) derrotó a Son of Havoc. (2:05)
  - Wagner cubrió a Havoc con un "Wagner Driver".
  - Después de la lucha, Dario Cueto aparece nuevamente y le entrega el maletín a Famous B.
  - Como consecuencia, Havoc perdió su oportunidad.
  - Esta lucha marco el debut de Dr. Wagner Jr..

Torneo por el Unique Opportunity
|  | Semifinales | Semifinales  | Semifinales  |          |          | Final | Final | Final |  |
|  |             |              |              |          |          |       |       |       |  |
|  |             |              |              |          |          |       |       |       |  |
|  | 1           | The Mack     | Pin          |          |          |       |       |       |  |
|  | 1           | The Mack     | Pin          |          |          |       |       |       |  |
|  | 4           | Cage         |              |          |          |       |       |       |  |
|  | 4           | Cage         |              | The Mack | The Mack | Pin   |       |       |  |
|  |             |              |              | The Mack | The Mack | Pin   |       |       |  |
|  |             |              | Son of Havoc |          |          |       |       |       |  |
|  | 3           | Son of Havoc | Pin          |          |          |       |       |       |  |
|  | 3           | Son of Havoc | Pin          |          |          |       |       |       |  |
|  | 2           | Texano       |              |          |          |       |       |       |  |
|  | 2           | Texano       |              |          |          |       |       |       |  |
|  |             |              |              |          |          |       |       |       |  |

### Parte 2
- Dark match: Cage ganó un 15-Man Battle Royal Match
  - Cage eliminó finalmente a Dr. Wagner Jr., ganando la lucha.
  - Los otros participantes fueron (en orden de eliminación): 1-Chavo Guerrero, 2-Cisco, 3-Kobra Moon, 4-Cortez Castro, 5-El Captain Delacruz, 6-Joey Ryan, 7-Mascarita Sagrada, 8-Pimpinela Escarlata, 9-Ricky Mandel, 10-Son of Havoc, 11-Texano, 12-The Mack, 13-Vinny Massar
- Sexy_Star eliminó finalmente a Marty Martínez en un Elimination Match y ganó el vacante Campeonato de Regalo de los Dioses. (17:55)
  - Cada luchador debería recolectar los medallones para el campeonato.
  - Claw cubrió a Siniestro de la Muerte después de un "Standing Spanish Fly".
  - Claw cubrió a Daga después de un "Phoenix Splash" desde la tercera cuerda.
  - Killshot cubrió a Night Claw después de un "JML Driver.
  - Mariposa cubrió a Killshot después de un «Cubstomp».
  - Star cubrió a Mariposa después de un golpe fallido de Marty Martínez.
  - Star forzó a Marty Martínez a rendirse con un «Cross Armbreaker».
  - Esta lucha marco el debut de Night Claw.

| 1                 | Siniestro de la Muerte | Night Claw | "Standing Spanish Fly"              |           |           |           |
| 2                 | Daga                   | Night Claw | "Phoenix Splash"                    |           |           |           |
| 3                 | Night Claw             | Killshot   | "JML Driver"                        |           |           |           |
| 4                 | Killshot               | Mariposa   | "Cubstomp" de Marty y "Kudo Driver" |           |           |           |
| 5                 | Mariposa               | Sexy Star  | Golpe accidental de Marty.          |           |           |           |
| 6                 | Marty Martínez         | Sexy_Star  | "Cross Armbar"                      |           |           |           |
| Sobreviviente(s): | Sobreviviente(s):      | Sexy_Star  | Sexy_Star                           | Sexy_Star | Sexy_Star | Sexy_Star |
- Mil Muertes (con Catrina) derrotó a King Cuerno en un Death Match. (13:51)
  - Durante la lucha, Catrina interfirió a favor de Mil Muertes.

### Parte 3
- Drago , Fénix y Aero Star derrotaron a Underground Worldwide (PJ Black, Johnny Mundo y Jack Evans) y ganaron los Campeonatos de Tríos de Lucha Underground. (11:50)
  - Fenix cubrió a Mundo con "Lifting Inverted Facelock Piledriver".
  - Durante la lucha, PJ Black y Jack Evans atacaron al árbitro.
  - Durante la lucha, Angélico hizo su regreso atacando a PJ Black, Johnny Mundo y Jack Evans.
- Dragon Azteca Jr. derrotó a Black Lotus por descalificación. (4:12)
  - Lotus fue descalificada después de Pentagon Jr. golpeara a Azteca.
  - Durante la lucha, Pentagón Jr. atacó a Dragon Azteca Jr..
  - Después de la lucha, Pentagón Jr. atacó también a Black Lotus.
- Matanza Cueto (con Dario Cueto) derrotó a Pentagón Dark y retuvo el Campeonato de Lucha Underground. (11:30)
  - Matanza cubrió a Pentagón con un "Wrath of the gods".
  - Antes de lucha, Pentagón Jr. se cambió de nombre a Pentagón Dark.
  - Durante la lucha, Dario interfirió a favor de Matanza.
  - Durante la lucha, Pentagón intento a atacar a Dario pero fue detenido por Matanza.
  - Después de la lucha Vampiro le dio la mano a Pentagón, pero este se la negó.
- Taya Valkyrie derrotó a Ivelisse. (6:50)
  - Durante la lucha, Catrina ataca a Ivelisse.
- Rey Mysterio Jr. derrotó a Prince Puma. (16:37)
  - Mysterio cubrió a Puma con un "619" y un "Hurracarana Roll-up".
  - Después de la lucha, Rey Mysterio Jr. y Prince Puma se abrazaron en señal de respeto.
  - Después de la lucha, Pentagón Dark ataca a Matt Striker y Vampiro.
  - Luego del ataque, Pentagón traicionó finalmente a Vampiro atacando con el bate con alambre de púas.

## Otros roles
Comentaristas
- Matt Striker
- Vampiro

Anunciadores
- Melissa Santos